# Wicked (musical)
Wicked is een Broadwaymusical waarvan de tekst en muziek zijn geschreven door Stephen Schwartz en het script door Winnie Holzman. Het verhaal is gebaseerd op de roman Wicked: The Life and Times of the Wicked Witch of the West geschreven door Gregory Maguire en gaat over de belevenissen van twee jonge heksen, Glinda en Elphaba, die respectievelijk de Goede Heks van het Noorden en de Valse ('wicked') Heks van het Westen zullen worden. Het verhaal vormt aldus een 'prequel' voor het bekende verhaal De tovenaar van Oz omdat het verhaal speelt voordat De Tovenaar van Oz begint.

## Try-out en Broadway-productie
De eerste try-out van Wicked vond plaats op 28 mei 2003 in het Curran Theatre in San Francisco. De Broadway-première van de musical vond plaats op 30 oktober 2003 in het George Gershwin Theatre in New York nadat hier vanaf 8 oktober try-outs zijn gehouden. De belangrijkste rollen werden vertolkt door: Idina Menzel als Elphaba, Kristin Chenoweth als Glinda en Joel Grey als 'the Wizard'. Sinds oktober 2003 is Wicked nog steeds onafgebroken op Broadway in New York te zien, waar het al vele jaren het meeste financiële succes van alle Broadwayshows heeft. In 2004 won Wicked 3 Tony Awards, waaronder 'Best performance by a leading actress in a musical'.

## Vervolg- en buitenlandse producties
Hierna volgde een tournee in de Verenigde Staten en Canada in 2005. Een Britse productie opende in Londen op 27 september 2006 in het Apollo Victoria Theatre. Vervolgens werd de musical opgevoerd in Stuttgart, met de Nederlandse actrice Willemijn Verkaik als Elphaba, Tokio, Los Angeles, Chicago en Melbourne. De productie in Stuttgart beleefde zijn laatste voorstelling op 29 januari 2010 waarna deze productie verhuisde naar Oberhausen, dus niet naar Nederland wat eerst de bedoeling was. De eerste voorstelling was hier te zien op 17 maart 2010, opnieuw met Verkaik als Elphaba. De allerlaatste voorstelling, tevens de allerlaatste in Duitsland zelf, werd gespeeld op 2 september 2011. Op 6 november 2011 is de Nederlandse versie van Wicked in première gegaan met in de hoofdrollen Willemijn Verkaik en Chantal Janzen.

## Nederlandse productie
Op 1 februari 2010 is door producent Joop van den Ende Theaterproducties bekendgemaakt dat Wicked naar Nederland zou komen en zou gaan spelen, als opvolger van Mary Poppins in het Circustheater op Scheveningen. De Nederlandse vertaling is gemaakt door Martine Bijl. Op 6 november 2011 is de Nederlandse versie in première gegaan. De eerste try-out werd gespeeld op 26 oktober 2011. In de hoofdrollen: Willemijn Verkaik (Elphaba), Chantal Janzen (Glinda), Jim Bakkum (Fiyero), Pamela Teves (Madam Akaber) en Bill van Dijk (De Tovenaar). Vanwege de breedte van het podium kreeg het Circustheater een speciaal aangemeten decor.
Op vrijdag 29 juni 2012 verschenen Willemijn Verkaik, Chantal Janzen, Jim Bakkum, Pamela Teves en Bill van Dijk als hun Wicked personages in Goede tijden, slechte tijden. Ze verschenen in een droomwereld van Lucas Sanders, gespeeld door Ferry Doedens. In Wicked is Doedens tevens de alternate van Jim Bakkum.
Zondag 29 juli speelde Chantal Janzen voor de laatste keer de rol van Glinda. De rol werd daarna vertolkt door Yvonne Coldeweijer en Céline Purcell. Janzen ging zich voorbereiden op de rol van Rachel Hazes in Hij Gelooft in Mij.
Op 11 januari 2013 was Wicked voor het laatst te zien in Nederland.

## Rolverdeling
| Rol                 | Originele Cast                     | Originele Cast                         | Alternate         | Understudy                     | Understudy                    | Understudy                    | | Ensemble | Ensemble |
| ------------------- | ---------------------------------- | -------------------------------------- | ----------------- | ------------------------------ | ----------------------------- | ----------------------------- | --- | --- | -------- |
| Elphaba             | Willemijn Verkaik                  | Willemijn Verkaik                      | Renée van Wegberg | Bettina Holwerda (2011 - 2012) | Suzanne de Heij (2012 - 2013) | Suzanne de Heij (2012 - 2013) | - Jeroen Duijghuisen - Ben Cox - Leo Alexander Hewitt - Nuno Azevedo - Tommie Luyben - Neil Dolan - John ter Riet - Kelvin Wormgoor - Sandra Wijnhout - Myrthe Maljers - Manon Novak - Suzanne de Heij - Eva Scheffers - Vicky Ridoch | - Vivian Gomez Cardoso - Kris Siekerman - Penny Vos - Rhys George - Merlijn Wolsink - James Cook - Kit Gresty - Dieter Spileers - Corinne Ponton - Chiara Ludemann - Heather Carino - Ianthe Tavernier - Martijn Vogel |          |
| Glinda              | Chantal Janzen (2011 - 29/07/2012) | Yvonne Coldeweijer (30/07/2012 - 2013) | Céline Purcell    | Manon Novak                    | Ianthe Tavernier              | Ianthe Tavernier              | - Jeroen Duijghuisen - Ben Cox - Leo Alexander Hewitt - Nuno Azevedo - Tommie Luyben - Neil Dolan - John ter Riet - Kelvin Wormgoor - Sandra Wijnhout - Myrthe Maljers - Manon Novak - Suzanne de Heij - Eva Scheffers - Vicky Ridoch | - Vivian Gomez Cardoso - Kris Siekerman - Penny Vos - Rhys George - Merlijn Wolsink - James Cook - Kit Gresty - Dieter Spileers - Corinne Ponton - Chiara Ludemann - Heather Carino - Ianthe Tavernier - Martijn Vogel |          |
| Fiyero              | Jim Bakkum                         | Jim Bakkum                             | Ferry Doedens     | Kelvin Wormgoor                | Dieter Spileers               | Dieter Spileers               | - Jeroen Duijghuisen - Ben Cox - Leo Alexander Hewitt - Nuno Azevedo - Tommie Luyben - Neil Dolan - John ter Riet - Kelvin Wormgoor - Sandra Wijnhout - Myrthe Maljers - Manon Novak - Suzanne de Heij - Eva Scheffers - Vicky Ridoch | - Vivian Gomez Cardoso - Kris Siekerman - Penny Vos - Rhys George - Merlijn Wolsink - James Cook - Kit Gresty - Dieter Spileers - Corinne Ponton - Chiara Ludemann - Heather Carino - Ianthe Tavernier - Martijn Vogel |          |
| De Tovenaar         | Bill van Dijk                      | Bill van Dijk                          |                   | Jochem Feste Roozemond         | John ter Riet                 | John ter Riet                 | - Jeroen Duijghuisen - Ben Cox - Leo Alexander Hewitt - Nuno Azevedo - Tommie Luyben - Neil Dolan - John ter Riet - Kelvin Wormgoor - Sandra Wijnhout - Myrthe Maljers - Manon Novak - Suzanne de Heij - Eva Scheffers - Vicky Ridoch | - Vivian Gomez Cardoso - Kris Siekerman - Penny Vos - Rhys George - Merlijn Wolsink - James Cook - Kit Gresty - Dieter Spileers - Corinne Ponton - Chiara Ludemann - Heather Carino - Ianthe Tavernier - Martijn Vogel |          |
| Madam Akaber        | Pamela Teves                       | Pamela Teves                           | Penny Vos         | Sandra Wijnhout                | Sandra Wijnhout               |                               | - Jeroen Duijghuisen - Ben Cox - Leo Alexander Hewitt - Nuno Azevedo - Tommie Luyben - Neil Dolan - John ter Riet - Kelvin Wormgoor - Sandra Wijnhout - Myrthe Maljers - Manon Novak - Suzanne de Heij - Eva Scheffers - Vicky Ridoch | - Vivian Gomez Cardoso - Kris Siekerman - Penny Vos - Rhys George - Merlijn Wolsink - James Cook - Kit Gresty - Dieter Spileers - Corinne Ponton - Chiara Ludemann - Heather Carino - Ianthe Tavernier - Martijn Vogel |          |
| Nessarose           | Christanne de Bruijn               | Christanne de Bruijn                   | Myrthe Maljers    | Heather Carino                 | Heather Carino                |                               | - Jeroen Duijghuisen - Ben Cox - Leo Alexander Hewitt - Nuno Azevedo - Tommie Luyben - Neil Dolan - John ter Riet - Kelvin Wormgoor - Sandra Wijnhout - Myrthe Maljers - Manon Novak - Suzanne de Heij - Eva Scheffers - Vicky Ridoch | - Vivian Gomez Cardoso - Kris Siekerman - Penny Vos - Rhys George - Merlijn Wolsink - James Cook - Kit Gresty - Dieter Spileers - Corinne Ponton - Chiara Ludemann - Heather Carino - Ianthe Tavernier - Martijn Vogel |          |
| Moq                 | Niels Jacobs                       | Niels Jacobs                           | Martijn Vogel     | James Cook                     | Nuno Azevedo                  |                               | - Jeroen Duijghuisen - Ben Cox - Leo Alexander Hewitt - Nuno Azevedo - Tommie Luyben - Neil Dolan - John ter Riet - Kelvin Wormgoor - Sandra Wijnhout - Myrthe Maljers - Manon Novak - Suzanne de Heij - Eva Scheffers - Vicky Ridoch | - Vivian Gomez Cardoso - Kris Siekerman - Penny Vos - Rhys George - Merlijn Wolsink - James Cook - Kit Gresty - Dieter Spileers - Corinne Ponton - Chiara Ludemann - Heather Carino - Ianthe Tavernier - Martijn Vogel |          |
| Professor Dillamond | Jochem Feste Roozemond             | Jochem Feste Roozemond                 | Dieter Spileers   | John ter Riet                  | John ter Riet                 |                               | - Jeroen Duijghuisen - Ben Cox - Leo Alexander Hewitt - Nuno Azevedo - Tommie Luyben - Neil Dolan - John ter Riet - Kelvin Wormgoor - Sandra Wijnhout - Myrthe Maljers - Manon Novak - Suzanne de Heij - Eva Scheffers - Vicky Ridoch | - Vivian Gomez Cardoso - Kris Siekerman - Penny Vos - Rhys George - Merlijn Wolsink - James Cook - Kit Gresty - Dieter Spileers - Corinne Ponton - Chiara Ludemann - Heather Carino - Ianthe Tavernier - Martijn Vogel |          |

### Ensemble
- Nuno Azevedo speelde Chistery.
- John ter Riet speelde de vader van Elphaba, nieuwe geschiedenisleraar, conducteur en wachter tijdens 'Goed Bezig'.
- Sandra Wijnhout en Manon Novak speelden een vriendin van Glinda.
- Vicky Ridoch speelde de moeder van Elphaba.
- Penny Vos speelde de vroedvrouw.
- Martijn Vogel speelde Averick.

## Muziek
Akte I
- Opening
- No One Mourns The Wicked Niemand Huilt Om Heksen
- Elphaba Entrance
- Dear Old Shiz Goeie Ouwe Shiz
- Jeweled Shoes
- Let Her Go!
- The Wizard and I Wij Samen Zijn Één
- What Is This Feeling? Wat Voel Ik Nou Toch?
- Something Bad Niet Zo Best
- Intro Courtyard
- Dancing Through Life Dans Door De Dag
- The Ozdust Dance
- Elphaba's Dance
- Popular Populair
- After Popular
- Save The Lion
- I'm Not That Girl Ik Ben Het Niet
- The Wizard And I (Reprise) Wij Samen Zijn Één (Reprise)
- One Short Day Wat Een Dag
- I Am Oz
- A Sentimental Man Een Heel Gevoelig Mens
- Monkey Reveal
- Defying Gravity Ik Lach Om Zwaartekracht

Akte II
- Act II Opening [No One Mourns The Wicked (Reprise)] Niemand Huilt Om Heksen (Reprise)
- Thank Goodness [Part I] Goed Bezig [Deel 1]
- Thank Goodness [Part II] Goed Bezig [Deel 2]
- Thank Goodness [Part III] Goed Bezig [Deel 3]
- After Thank Goodness
- There's Elphaba!
- Wicked Witch Of The East [Intro]
- The Wicked Witch Of The East De Boze Heks Van Het Oosten
- Ballroom Transition
- Wonderful Weergaloos
- Set Free The Monkeys
- Dillamond Discovered
- I'm Not That Girl (Reprise) Ik Ben Het Niet (Reprise)
- As Long As You're Mine Dit Ene Moment
- The Cyclone
- Fiyero!
- No Good Deed 'T Is Nooit Goed
- March Of The Witch Hunters Mars Van De Heksenjagers
- The Letter
- For Good [Intro]
- For Good Door Jou Alleen
- The Melting
- A Sentimental Man (Reprise) Een Heel Gevoelig Mens (Reprise)
- Finale Finale
- Curtain Call / Exit

## Synopsis

### Eerste akte

Poster van Wicked in het Orpheum Theatre in San Francisco

De inwoners van Oz vieren de dood van de Slechte Heks Van Het Westen. Glinda komt naar beneden in haar luchtbel om te bevestigen dat de Heks is gesmolten (“No One Mourns the Wicked” / "Niemand huilt om heksen").
De scène gaat vele jaren terug, naar de geboorte van de groene Elphaba Tropp. Elphaba heeft een ongelukkige jeugd, ze wordt gediscrimineerd en haar moeder komt vroegtijdig te overlijden. Op de Shiz Universiteit ontmoet Elphaba voor het eerst Galinda (“Dear Old Shiz” / "Goeie ouwe Shiz"). In een woedeaanval, als haar wordt verteld dat ze haar kamer moet delen met de verwende en populaire Galinda, laat Elphaba per ongeluk een ongewoon magisch talent zien. Dit maakt indruk op Madam Akaber, het hoofd van Shiz, die denkt dat Elphaba’s talent misschien de Tovenaar van Oz kan helpen. Dit bespreekt ze met Elphaba en die fantaseert over een toekomst met De Tovenaar (“The Wizard And I” / "Wij samen zijn één"). Galinda is boos en jaloers en ze krijgt meteen een hekel aan Elphaba. Dat is wederzijds en door een misverstand moeten ze ook nog een kamer met elkaar delen. (“What Is This Feeling?” / "Wat voel ik nou toch?").
Dokter Dillamond, een bok en de enige dierenprofessor van Shiz Universiteit, geeft een geschiedenisles die wordt onderbroken door een anti-dieren tekst op de achterkant van het bord, waarschijnlijk met bloed geschreven. Op het bord staat: “Geen stem voor dieren.” Nadat hij de les vroegtijdig beëindigt, vertelt hij Elphaba dat iemand veroorzaakt dat de dieren in Oz niet meer kunnen praten (“Something Bad” / "Niet zo best").
Prins Fiyero arriveert op de Shiz Universiteit en maakt meteen indruk door zijn vrije en zorgeloze levensstijl aan de studenten te vertellen (“Dancing Trough Life” / "Dans door de dag").
Fiyero organiseert een feest in de plaatselijke danszaal en vraagt Galinda mee als date. Galinda's vriendinnen zien een zwarte punthoed terwijl ze zich klaarmaken voor het feest. Ze bedenken een plan om deze punthoed aan Elphaba te geven als 'cadeautje', bedoeld om haar belachelijk te maken. 
Galinda haalt de hopeloze student Moq over om Nessarose (Elphaba’s gehandicapte zus die in een rolstoel zit) mee te nemen naar het feest, niet om aardig te zijn maar om te zorgen dat Moq Galinda niet meer lastigvalt. Nessarose is verliefd op Moq en is zo blij dat hij haar naar het feest vraagt, dat ze aan Elphaba vraagt of er misschien iets is wat ze terug kan doen tegenover Galinda. Op het feest is Galinda verrast Madam Akaber te zien, die haar een oefen-toverstok geeft en zegt dat Elphaba haar heeft verteld dat ze een goede heks is en dat ze samen met Elphaba is toegelaten tot Madam Akabers toverlessen. Het is duidelijk dat Elphaba Madam Akaber heeft overgehaald om iets aardigs te doen tegenover Galinda. Elphaba kom op het feest en draagt de hoed die Galinda haar heeft gegeven. Iedereen lacht haar echter uit om de belachelijke punthoed. Zelfverzekerd danst Elphaba echter verder zonder muziek en trekt zich niets aan van de rest, ze is het gewend om uitgelachen te worden. Fiyero is onder de indruk van Elphaba. Galinda heeft spijt dat ze Elphaba zo voor de gek heeft gehouden met de punthoed, terwijl Elphaba iets goeds voor haar heeft gedaan. Galinda gaat samen met Elphaba dansen en zo ontstaat er een nieuwe vriendschap. Na het feest praten ze met elkaar in hun kamer. Elphaba vertelt dat haar vader haar haat omdat ze groen is, en daarom liet haar vader Elphaba’s moeder op melkbloemen kauwen tijdens de zwangerschap van Nessarose. Daardoor werd Nessarose te vroeg geboren en is hierdoor gehandicapt en tijdens de bevalling stierf haar moeder. Galinda stelt Elphaba gerust, en wil graag iets goeds voor haar doen. Galinda besluit Elphaba een makeover te geven en haar populair te maken (“Popular” / "Populair").
De volgende dag komen er inwoners van Oz aan die Dokter Dillamond weghalen. De nieuwe leraar geschiedenis komt aan met een leeuwenjong in een kooi, en hij vertelt dat alle dieren in kooien nooit meer zullen leren praten. Elphaba, die woedend is, betovert de hele klas behalve Fiyero en samen stelen ze het leeuwenjong en laten ze het vrij. Het lijkt eventjes alsof Elphaba en Fiyero zich tot elkaar voelen aangetrokken, maar Fiyero rent weg. Elphaba trekt zich terug onder een brug en bedenkt dat iemand als Fiyero haar nooit leuk zal vinden (“I’m Not That Girl” / "Ik ben het niet"). Madam Akaber vindt Elphaba en vertelt dat Elphaba een bezoek mag brengen aan de Tovenaar van Oz ("The Wizard and I (Reprise)" / "Wij samen zijn één (Reprise)"). Op het station zien Galinda en Fiyero dat Elphaba naar de Emerald City gaat. Galinda vindt het jammer dat Fiyero niet zo veel meer om haar geeft. Fiyero heeft bloemen meegebracht als afscheidscadeau voor Elphaba. Hij lijkt dan ook meer geïnteresseerd in Elphaba dan in Galinda. In een poging om indruk te maken op Fiyero, zegt Galinda dat ze haar naam laat veranderen in “Glinda”. Dat doet ze uit eer voor Dokter Dillamond, die haar naam altijd zo uitsprak. Fiyero is niet onder de indruk en omdat Elphaba medelijden heeft met Glinda nodigt ze haar uit om mee te gaan naar de Tovenaar van Oz.
Na een toeristische dag in de Smaragdstad (“One Short Day” / "Wat een dag"), ontmoeten Elphaba en Glinda de Tovenaar. Met veel toeters en bellen wil hij indruk maken en vraagt Elphaba of ze met hem mee wil werken (“Sentimental Man” / "Heel gevoelig mens"). Als test vraagt hij of Elphaba zijn dienaar-aap, Chistery, de kracht kan geven te vliegen met behulp van een eeuwenoud toverboek, de Grimmerie. Elphaba laat zien dat ze de verloren taal van de Grimmerie uitstekend begrijpt en geeft de aap vleugels. De Tovenaar laat een hele kist vol gevleugelde apen zien, en merkt op dat ze goede spionnen zouden zouden zijn om dieren op te pakken die dingen tegen zijn regime in doen. Elphaba beseft dat de Tovenaar zelf geen krachten heeft en dat hij haar wil gebruiken. Ze rent weg met de Grimmerie en Glinda, achtervolgd door de paleisbewakers.
Elphaba en Glinda rennen naar de hoogste toren, waar ze horen dat Madam Akaber tegen de inwoners van Oz zegt dat Elphaba een “Valse Heks” is en dat ze de apen heeft betoverd. Elphaba betovert een bezemsteel zodat ze er op kan vliegen met behulp van de Grimmerie. Ze probeert Glinda over te halen met haar mee te gaan, maar Glinda vindt haar reputatie té belangrijk om dat te doen. Elphaba verlaat Glinda en belooft de Tovenaar voor altijd te bevechten met al haar kracht (“Defying Gravity” / "Ik lach om zwaartekracht").

### Tweede akte
Velen jaren zijn verstreken, en Elphaba wordt nu de “Slechte Heks Van Het Westen” genoemd ("No One Mourns The Wicked (Reprise)" / "Niemand huilt om heksen (reprise)"). Glinda en Madam Akaber houden een persconferentie om bekend te maken dat Glinda gaat trouwen met Fiyero (“Thank Goodness” / "Goed bezig"). Ondertussen komt Elphaba aan bij het landhuis van de gouverneur van Munchkinland, op zoek naar een plek om te vluchten. Nessarose, die nu de gouverneur is vanwege haar vaders zelfmoord, neemt het Elphaba kwalijk dat ze haar magie niet gebruikt om haar handicap weg te toveren. Om haar schuldgevoelens te verzachten betovert Elphaba de zilveren schoentjes van Nessarose, waardoor ze weer kan lopen. Moq, die nu de dienaar van Nessarose is, raapt alle moed bij elkaar en vertelt dat zijn liefde voor Nessarose niet echt was en dat hij eigenlijk verliefd is op Glinda. Nessarose is woedend en ze betovert Moq met de Grimmerie waardoor zijn hart begint te krimpen. Terwijl Elphaba hem nog probeert te redden, laat Nessarose zien dat haar obsessie voor Moq er nu tot leidt dat ze het Munchkinvolk gaat onderdrukken ("The Wicked Witch of the East" / "De boze heks uit het Oosten"). Elphaba zorgt ervoor dat Moq kan leven zonder hart door hem om te toveren tot de Blikkenman. Een verafschuwde Nessarose beschuldigt Elphaba en vanwege alle propaganda van de Tovenaar en Madam Akaber gelooft Moq dat Elphaba hem betoverd heeft.
Elphaba keert terug naar het paleis van de Tovenaar om de vliegende apen vrij te laten. De Tovenaar probeert haar weer voor zich te winnen door ermee in te stemmen dat Elphaba de apen vrijlaat (“Wonderful” / "Weergaloos"). Elphaba ontdekt Dokter Dillamond in de kooi en weigert het aanbod van de Tovenaar. Ze probeert te ontsnappen, en vlucht naar Fiyero. Hij bevestigt zijn ware liefde voor Elphaba en vlucht met haar. Glinda kijkt toe en beseft dat zij niet de ware voor Fiyero is ("I'm Not That Girl (Reprise)" / "Ik ben het niet (reprise)"). In een donker bos uiten Fiyero en Elphaba hun liefde (“As Long As You’re Mine” / "Dit ene moment") maar ze worden onderbroken als Elphaba ontdekt dat haar zus in gevaar is. Ze vliegt erheen maar is te laat, want het huis van Dorothy is op Nessarose gevallen, waardoor ze dood is. Glinda was hier echter eerst, en heeft Dorothy de betoverde schoentjes van Nessarose meegegeven. Elphaba is woest en er ontstaat een heuse ruzie tussen de twee - eerst zo goed bevriende - vrouwen. De paleisbewakers grijpen echter in en nemen Elphaba gevangen, maar Fiyero komt tussenbeide en laat Elphaba ontsnappen voordat hij zichzelf over geeft. De bewakers nemen hem mee naar een nabijgelegen maïsveld, en martelen hem net zo lang totdat hij vertelt waar Elphaba is. In een van Fiyero’s familiekastelen in Kiamo Ko probeert Elphaba met een behulp van de Grimmerie het leven van Fiyero te redden, maar omdat ze denkt dat het mislukt is en dat Fiyero dood is, accepteert ze haar reputatie als “slecht” (“No Good Deed” / "'t Is nooit goed").
Ondertussen bereiden Moq en de inwoners van Oz een heksenjacht voor (“March Of The Witch Hunters” / "Mars van de Heksenjagers"). Moq zegt dat Elphaba hem met slechte bedoelingen heeft omgetoverd tot blikken man en weet niet dat Elphaba hem juist heeft gered. Het leeuwenjong dat Elphaba had bevrijd op Shiz is ook op de bijeenkomst en blijkt de Laffe Leeuw te zijn. Moq vertelt dat Elphaba hem in z'n jeugd verschrikkelijk bang heeft gemaakt, en dat hij daarom geen moed meer heeft; opnieuw is Elphaba’s goede daad niet overgekomen bij de menigte. Omdat Glinda de heksenjacht ziet reist ze naar Elphaba in Fiyero’s kasteel om haar te zeggen dat ze Dorothy (die ze gevangen houdt) moet vrijlaten, maar Elphaba weigert. Ze doet echter wel lief tegen Glinda en behandelt haar weer als een vriendin. Elphaba belooft Glinda's naam niet te vergeten. Ze vraagt haar de macht over te nemen in Oz en haar echte naam niet meer te gebruiken. Glinda gaat akkoord en de twee erkennen de waarde van hun vriendschap (“For Good” / "Door jou alleen"). Als de menigte aankomt bij het paleis gooit Dorothy een emmer water over Elphaba, waardoor ze smelt. 
Glinda vindt het groene flesje onder Elphaba's hoed en ontdekt zo dat de Tovenaar de vader is van Elphaba. Glinda vertelt de Tovenaar dat hij Oz moet verlaten met zijn luchtballon ("A Sentimental Man (Reprise)" / "Een Heel Gevoelig Mens (Reprise)") en stuurt Akaber naar de gevangenis, waarna ze zich voorbereidt om de burgers van Oz toe te spreken, zoals aan het begin van de musical.
Ondertussen opent Fiyero, die door de spreuk van Elphaba omgetoverd werd tot Vogelverschrikker om te voorkomen dat hij nog zou lijden, een geheime deur in het kasteel. Fiyero ontdekt Elphaba en vanaf dat moment zijn ze weer samen. Fiyero zegt, dat als ze veilig willen zijn, ze voor altijd Oz moeten verlaten. Elphaba wil Glinda vertellen dat ze leeft, Fiyero staat er echter op dat niemand het ooit mag weten. Glinda spreekt de inwoners van Oz toe, en zegt dat ze als “Glinda de Goede” graag de regering wil hervormen. Elphaba en Fiyero verlaten Oz voor altijd, en Glinda viert samen met de inwoners van Oz de dood van de Slechte Heks van het Westen (“Finale”).